# Cheesecake
O cheesecake (do inglês, bolo de queijo) ou torta de queijo doce é um alimento doce muito popular nos Estados Unidos. Originalmente naquele país, trata-se de uma torta doce de queijo cremoso (cream cheese) e calda de frutas vermelhas, mas diversas outras variações da receita foram criadas no mundo, inclusive salgadas.
A receita remonta à sobremesa surgida na bacia do Mediterrâneo (Itália, Egito, Grécia ou nos três paralelamente) e à torta da culinária judaica feita com ricota e chamada pashka (ou keisjke). Esta teria sido popularizada a partir de Nova Iorque. A partir dessas origens, se difundiu a versão clássica da torta feita a partir da massa feita com biscoito triturado, manteiga e açúcar, além do recheio de queijo e cobertura de frutas.